# Kiril Lazarov
Kiril Lazarov (cyrilicí Кирил Лазаров,* 10. května 1980 Sveti Nikole) je severomakedonský házenkář, působící od roku 2013 ve španělském klubu FC Barcelona.
Hrál za kluby RK Pelister (mistr Makedonie 1998 a 2000), RK Záhřeb (mistr Chorvatska 2000—2002 a 2007—2010), MVM Veszprém (mistr Maďarska 2002—2006), Al Sadd SC (finalista IHF Super Globe 2010), BM Ciudad Real (finalista Ligy mistrů EHF 2011), BM Atlético Madrid (vítěz IHF Super Globe 2012) a FC Barcelona (mistr Španělska 2014, vítěz Ligy mistrů 2015). V sezónách 2005/06 a 2007/08 byl králem střelců Ligy mistrů. Stal se prvním hráčem v historii Ligy mistrů EHF, který překonal hranici tisíce vstřelených branek.
V makedonské reprezentaci debutoval roku 1998 a odehrál za ni 160 zápasů, v nichž zaznamenal 1203 branek. Zúčastnil se Mistrovství světa v házené mužů 2009, kde skončili Makedonci na 11. místě, Mistrovství světa v házené mužů 2013 (14. místo), Mistrovství světa v házené mužů 2015 (9. místo) a Mistrovství světa v házené mužů 2017 (15. místo). Také hrál na Mistrovství Evropy v házené mužů 2012 (5. místo), Mistrovství Evropy v házené mužů 2014 (10. místo), Mistrovství Evropy v házené mužů 2016 (11. místo) a Mistrovství Evropy v házené mužů 2018 (11. místo). Na turnajích v letech 2009, 2012 a 2017 byl králem střelců, na ME 2012 dal 61 gólů v sedmi zápasech, což je rekord šampionátu.
Jeho mladší bratr Filip Lazarov je také hráčem severomakedonské házenkářské reprezentace.